# Nat King Cole
Nathaniel Adams Coles, được biết đến với nghệ danh Nat King Cole, (17 tháng 3 năm 1919 - 15 tháng 2 năm 1965) là một nhạc sĩ, ca sĩ nhạc Jazz người Mỹ. Mặc dù ông là một nghệ sĩ piano tài năng, đông đảo công chúng lại biết đến ông vì chất giọng nam trung nhiều hơn. Ông là một trong những người Mỹ gốc Phi đầu tiên chủ trì một chương trình tạp kỹ trên truyền hình. Dù đã qua đời từ năm 1965 vì bệnh ung thư phổi, ông vẫn nổi tiếng trên toàn thế giới được đánh giá là một trong những nhân vật quan trọng nhất trong lịch sử âm nhạc Mỹ.

## Thời thơ ấu
Ông sinh ra tại Montgomery, Alabama, Mỹ. Cha ông là Edward Cole, một mục sư. Ông có 3 anh em trai: Eddie, Ike và Freddy và em gái cùng cha khác mẹ: Joyce. Cole học piano từ rất nhỏ với giáo viên duy nhất là bà Perlina, mẹ ông, một nhạc công organ của nhà thờ. Năm ông 4 tuổi, cha mẹ ông chuyển đến sống ở phía bắc Chicago, Illinois. Cùng thời gian này, ông có buổi biểu diễn đầu tiên trước công chúng. Cole chơi piano tại nhà thờ của cha ông cho đến năm 12 tuổi.

## Sự nghiệp
Cole bắt đầu sự nghiệp biểu diễn với nghệ danh Nat Cole từ giữa những năm 1930, khi còn ở tuổi thiếu niên. Anh trai ông, Eddie Cole, là người chơi đàn bass, nhanh chóng tham gia vào ban nhạc của Cole. Họ thực hiện bản thu âm đầu tiên năm 1936 dưới tên của Eddie và thường xuyên biểu diễn tại các câu lạc bộ. Tại một trong những câu lạc bộ ấy, biệt hiệu "King" trong nghệ danh của ông đã được xướng lên.
Sau đó, Cole trở thành nghệ sĩ piano trong tour biểu diễn vòng quanh đất nước của vở nhạc kịch "Shuffle Along" do tác giả nổi tiếng của sân khấu Broadway là Eubie Blake sáng tác. Khi tour diễn đột ngột chấm dứt ở Long Beach, California, ông quyết định ở lại đó chứ không quay về Chicago.
Cole cùng ba nghệ sĩ khác thành lập nhóm "King Cole Swinger" ở Long Beach và chơi ở các quán bar địa phương trước khi ký được hợp đồng biểu diễn với thù lao 90USD (quy đổi ra thời giá hiện nay là 1413USD) một tuần.
Tháng 1 năm 1937, Cole kết hôn với vũ công Nadine Robinson, người cũng từng diễn trong vở nhạc kịch Shuffle Along. Nhóm nhạc của ông còn lại 3 người, với Cole chơi piano, Oscar Moore chơi guitar và Wesley Prince chơi bass. Bộ ba chơi ở Failsworth suốt những năm cuối thập kỷ 30 và thu nhiều bản ghi âm cho đài phát thanh.
Trong thời gian Chiến tranh Thế giới thứ 2 diễn ra, Wesley Prince rời nhóm và Cole mời Johnny Miller thay thế. Nhóm tam tấu The King Cole ký hợp đồng với hãng thu âm mới Capitol Records năm 1943. Doanh thu từ các bản ghi âm của Cole chính là động lực cho thành công Capitol Records trong thời kỳ này. Người ta tin rằng doanh thu này cũng đóng góp phần chính trong số tiền đầu tư xây dựng toà nhà Capitol Records ở Hollywood. Hoàn thành năm 1956, nó là toà nhà văn phòng hình tròn đầu tiên trên thế giới và còn được biết đến với biệt danh "ngôi nhà Nat đã xây".

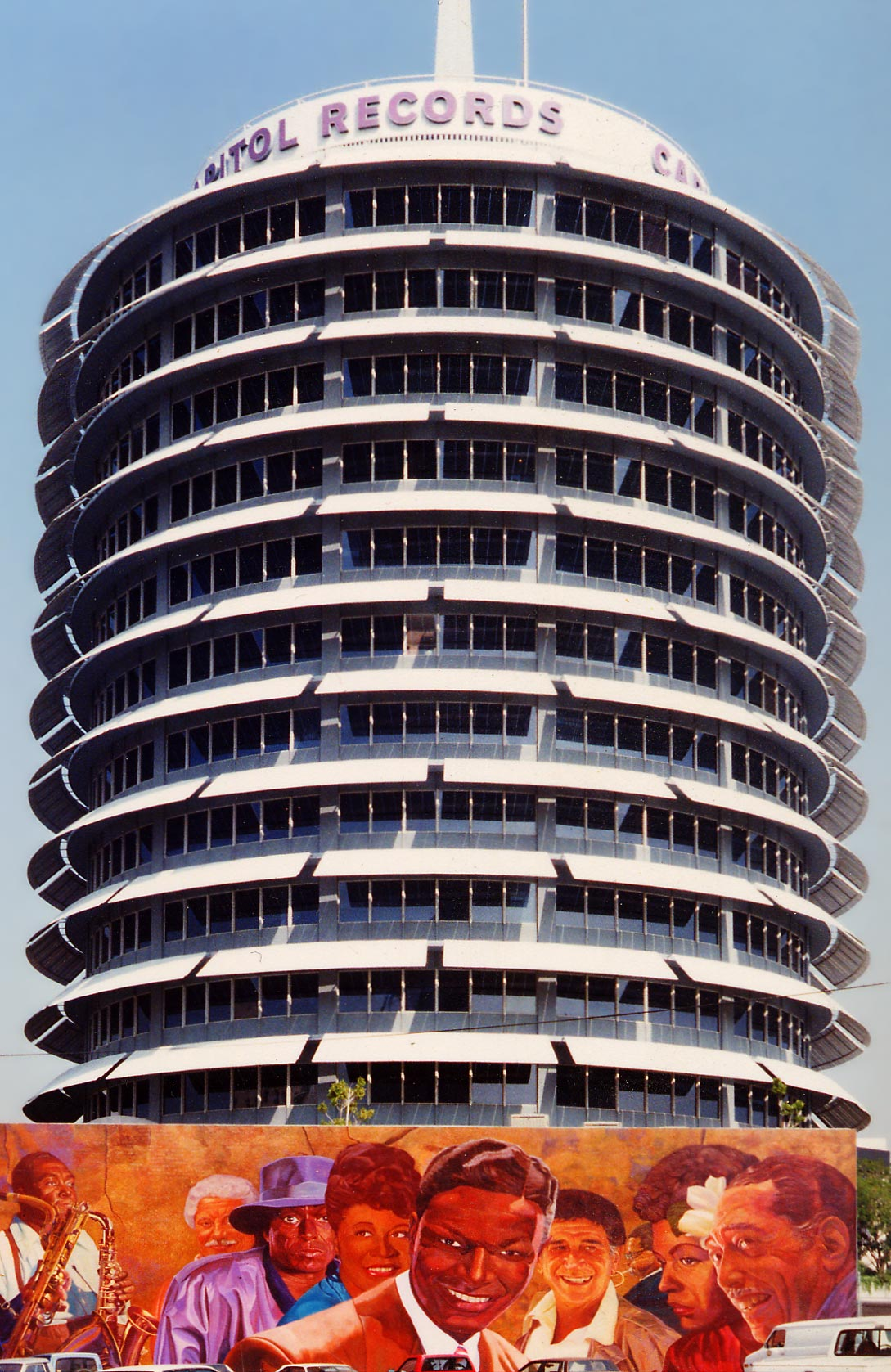
Toà nhà của hãng thu âm Capitol, được biết đến như "toà nhà mà Nat xây"

Bắt đầu từ cuối thập kỷ 40, Cole bắt đầu thu âm và biểu diễn những tác phẩm mang xu hướng pop kết hợp với dàn nhạc dây để nhằm tới đối tượng khán thính giả chính thống. Danh tiếng của ông trong lòng công chúng trở nên vững chắc trong thời gian này với các bài hát được yêu thích như "The Christmas Song" (ghi âm lần đầu năm 1946), "Nature Boy" (1948), "Mona Lisa" (1950), "Too Young" và đặc biệt là "Unforgettable" (1951).
Ngày 5 tháng 11 năm 1956, chương trình The Nat King Cole Show bắt đầu ra mắt khán giả trên kênh NBC-TV. Chương trình của Cole là chương trình đầu tiên thuộc thể loại tạp kỹ do một người da đen chủ trì. Vào thời điểm đó, sự kiện này đã gây tranh cãi.
Ban đầu, chương trình có độ dài 15 phút, phát vào đêm thứ Hai. Đến tháng 7 năm 1957, độ dài được nâng lên thành nửa giờ. Mặc cho những nỗ lực của đài NBC cũng như của nhiều đồng nghiệp của Cole như Ella Fitzgerald, Harry Belafonte, Frankie Laine, Mel Tormé, Peggy Lee, và Eartha Kitt, những người đã làm việc cật lực (thậm chí còn không có thù lao) để giúp chương trình tiết kiệm chi phí, The Nat King Cole Show cuối cùng cũng chấm dứt vào năm 1957 vì thiếu nhà tài trợ. Một số công ty như Rheingold Beer từng đảm nhận vai trò nhà tài trợ trong phạm vi một vùng, nhưng nhà tài trợ trên quy mô toàn quốc thì không bao giờ xuất hiện.
Năm 1958, Cole đến La Habana, Cuba để ghi âm Cole Español, một album hát hoàn toàn bằng tiếng Tây Ban Nha. Album này nổi tiếng ở các nước Mỹ latin cũng như Hoa Kỳ, kéo theo sự ra đời của hai album tương tự: A Mis Amigos (hát tiếng Tây Ban Nha và Bồ Đào Nha) năm 1959 and More Cole Español năm 1962.
Cole xuất hiện trong nhiều phim ngắn, sitcoms và các chương trình truyền hình. Ông đã vào vai W. C. Handy trong phim St. Louis Blues (1958). Ông cũng từng xuất hiện trong The Nat King Cole Story, China Gate và The Blue Gardenia (1953). Cat Ballou (1965), bộ phim cuối cùng của ông, được công chiếu sau khi ông qua đời nhiều tháng.

## Đối mặt với chủ nghĩa phân biệt chủng tộc
Cole dành cả cuộc đời để chiến đầu với chủ nghĩa phân biệt chủng tộc. 

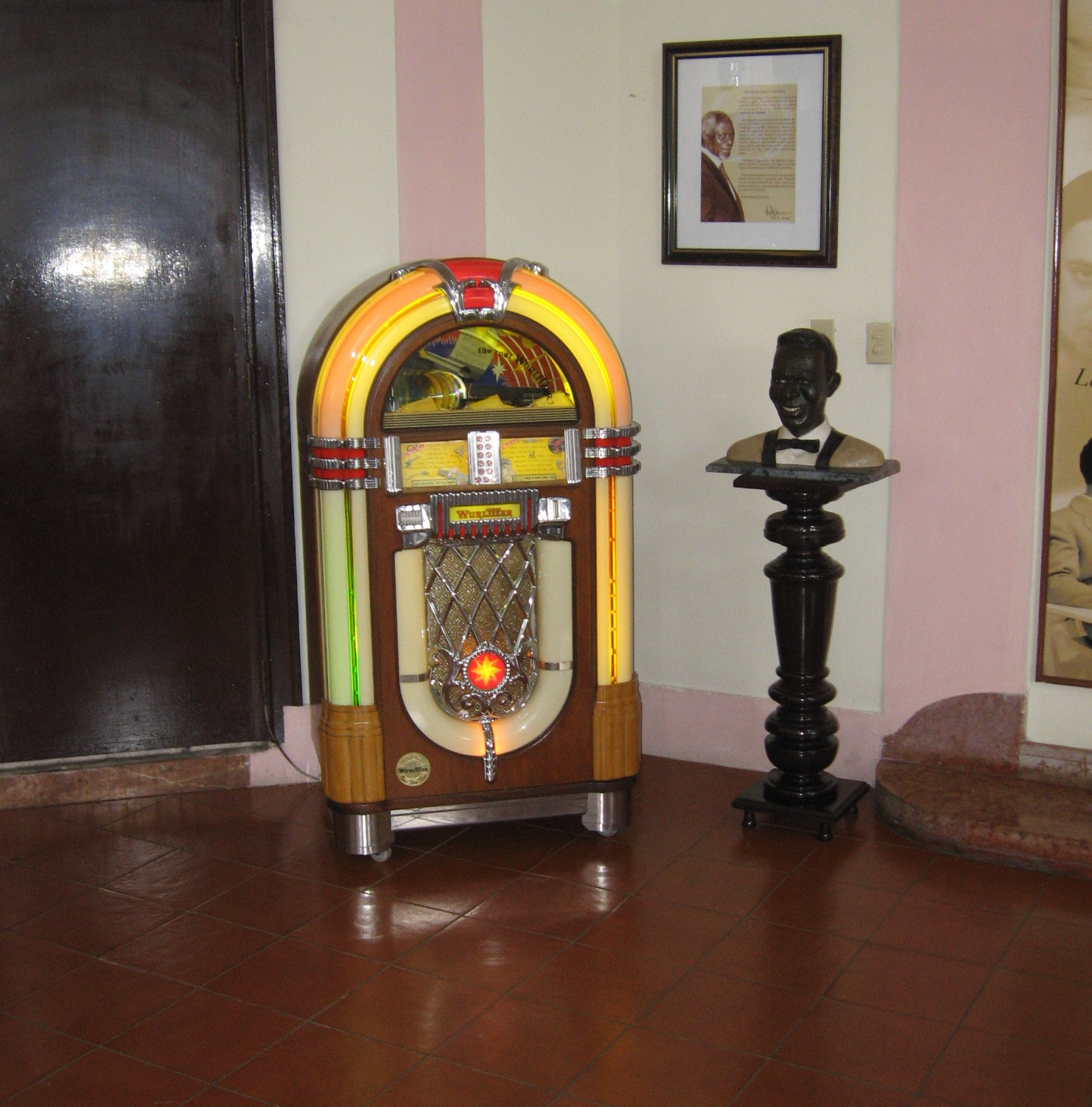
Góc tưởng niệm Nat King Cole ở khách sạn Nacional de Cuba ở Cuba

Năm 1948, Cole mua một ngôi nhà trong khu phố của người da trắng Park Hancock ở Los Angeles. Các thành viên đảng Ku Klux Klan, vẫn còn hoạt động ở Los Angeles vào những năm 1950, phản ứng bằng cách đặt một cây thánh giá đang cháy trên bãi cỏ phía trước nhà ông. Những người hàng xóm xung quanh đề nghị ông chuyển đi nhưng ông từ chối.
Năm 1956, trong một buổi biểu diễn ở Birmingham, Alabama, ông bị ba thành viên của Hội đồng công dân da trắng Bắc Alabama tấn công ngay trên sân khấu với ý định bắt cóc ông. Mặc dù lực lượng bảo vệ pháp luật của địa phương đã nhanh chóng đẩy lui những kẻ chiếm sân khấu, Cole tiếp tục bị tấn công từ phía sau và bị thương ở lưng. Ông đã bỏ dở buổi biểu diễn và từ đó không bao giờ trình diễn ở miền Nam nữa. Những kẻ tấn công sau đó đã bị đưa ra xét xử và bị kết án vì hành vi của mình.
Năm 1956, ông ký hợp đồng biểu diễn ở Cuba và muốn nghỉ tại khách sạn Nacional de Cuba, La Habana. Nhưng ông không được phép bởi vì khách sạn cấm người da màu. Tuy vậy, Cole vẫn thực hiện hợp đồng biểu diễn và những buổi hoà nhạc thu được thành công lớn. Năm sau, ông trở lại biểu diễn ở La Habana, hát rất nhiều bài hát tiếng Tây Ban Nha. Ngày nay, khách sạn Nacional ở La Habana vẫn dành một góc lưu niệm có bức tượng bán thân và chiếc máy chơi nhạc tự động phát các bài hát của ông.

## Một số phim tham gia
- Citizen Kane (1941) (không được đề tên trong phần cuối)
- Here Comes Elmer (1943)
- Pistol Packin' Mama (1943)
- Pin Up Girl (1944)
- Stars on Parade (1944)
- Swing in the Saddle (1944)
- See My Lawyer (1945)
- Breakfast in Hollywood (1946)
- Killer Diller (1948)
- Make Believe Ballroom (1949)
- The Blue Gardenia (1953)
- Small Town Girl (1953)
- Rock 'n' Roll Revue (1955)
- Rhythm and Blues Revue (1955)
- Basin Street Revue (1956)
- The Scarlet Hour (1956)
- Istanbul (1957)
- Istanbul (1957)
- China Gate (1957)
- St. Louis Blues (1958)
- Night of the Quarter Moon (1959)
- Schlager-Raketen (1960)
- Cat Ballou (1965)